# Persone di nome Guillermo/Calciatori
| Questa pagina contiene informazioni ricavate automaticamente dalle voci biografiche con l'ausilio del template Bio e di un bot. L'aggiornamento è periodico e automatico e ricostruisce completamente la pagina. Se manca una persona in questa lista, sei pregato di non aggiungerla, ma accertati piuttosto che la sua voce biografica contenga il template Bio e che i dati anagrafici siano correttamente compilati. Se il template Bio manca, inseriscilo tu stesso o, in alternativa, metti l'avviso {{tmp\|Bio}} che ne segnala la mancanza. Se i dati riportati sono sbagliati, correggi direttamente la voce biografica; le modifiche saranno visibili in questa lista entro pochi giorni. Per chiarimenti vedi il progetto antroponimi. La lista contiene solo le 73 persone che sono citate nell'enciclopedia e per le quali è stato implementato correttamente il template Bio. Pagina aggiornata al 22 lug 2025. |

Questa è una lista di persone presenti nell'enciclopedia che hanno il nome Guillermo e sono calciatori.

## A(4)
- Guillermo Acosta, calciatore argentino (Alderetes, n. 1988)
- Guillermo Allison, calciatore messicano (Tuxtla Gutiérrez, n. 1990)
- Guillermo de Amores, calciatore uruguaiano (San Jacinto, n. 1994)
- Guillermo Arellano, calciatore cileno (Santiago del Cile, n. 1908 - Santiago del Cile, † 1999)

## B(6)
- Guillermo Balzi, calciatore argentino (Los Surgentes, n. 2001)
- Guillermo Barbadillo, calciatore peruviano (Callao, n. 1925 - † 2000)
- Guillermo Beltrán, calciatore paraguaiano (San Juan Bautista, n. 1984)
- Guillermo Benítez, calciatore panamense (Panama, n. 1999)
- Guillermo Borthagaray, calciatore uruguaiano (Montevideo, n. 2005)
- Guillermo Burdisso, ex calciatore argentino (Altos de Chipión, n. 1988)

## C(7)
- Guillermo Cantú, ex calciatore messicano (Torreón, n. 1968)
- Guillermo Castro, ex calciatore salvadoregno (San Salvador, n. 1940)
- Guillermo Celis, calciatore colombiano (Sincelejo, n. 1993)
- Guillermo Centurión, calciatore uruguaiano (Young, n. 2001)
- Guillermo Cerda, ex calciatore messicano (Città del Messico, n. 1984)
- Guillermo Cosaro, calciatore argentino (Laboulaye, n. 1989)
- Guillermo Cotugno, calciatore uruguaiano (Montevideo, n. 1995)

## D(2)
- Guillermo Díaz Zambrano, calciatore cileno (Valparaíso, n. 1930 - Santiago del Cile, † 1997)
- Guillermo de los Santos, calciatore uruguaiano (Montevideo, n. 1991)

## E(2)
- Guillermo Enrique, calciatore argentino (Goya, n. 2000)
- Guillermo Escalada, calciatore uruguaiano (Montevideo, n. 1936 - Montevideo, † 2023)

## F(6)
- Guillermo Fernández Hierro, calciatore spagnolo (Bilbao, n. 1993)
- Guillermo Matías Fernández, calciatore argentino (Granadero Baigorria, n. 1991)
- Guillermo Ferracuti, calciatore argentino (Soldini, n. 1991)
- Guillermo Firpo, calciatore uruguaiano (Montevideo, n. 1988)
- Guillermo Fleming, calciatore peruviano (Lima, n. 1934 - † 2020)
- Guillermo Fratta, calciatore uruguaiano (Rocha, n. 1995)

## G(3)
- Guillermo García, ex calciatore salvadoregno (San Salvador, n. 1969)
- Guillermo González del Río García, calciatore e allenatore di calcio spagnolo (Avilés, n. 1912 - Siviglia, † 1984)
- Guillermo Gorostiza, calciatore spagnolo (Santurtzi, n. 1909 - Bilbao, † 1966)

## H(2)
- Guillermo Hauché, calciatore argentino (La Plata, n. 1993)
- Guillermo Hernández, ex calciatore messicano (Zacoalco de Torres, n. 1942)

## J(1)
- Guillermo Jara, ex calciatore statunitense (Sacramento, n. 1973)

## L(3)
- Guillermo La Rosa, ex calciatore peruviano (Lima, n. 1952)
- Guillermo Lorenzo, ex calciatore argentino (Buenos Aires, n. 1939)
- Guillermo López, calciatore uruguaiano (Montevideo, n. 2003)

## M(10)
- Guillermo Marino, ex calciatore argentino (Santa Fe, n. 1981)
- Guillermo Maripán, calciatore cileno (Santiago del Cile, n. 1994)
- Guillermo Martínez Ayala, calciatore messicano (Celaya, n. 1995)
- Guillermo May, calciatore uruguaiano (Montevideo, n. 1998)
- Guillermo Mendizábal, ex calciatore messicano (Città del Messico, n. 1954)
- Guillermo Molins, ex calciatore uruguaiano (Montevideo, n. 1988)
- Guillermo Morigi, ex calciatore argentino (Caseros, n. 1974)
- Guillermo Morán, ex calciatore salvadoregno (San Salvador, n. 1979)
- Guillermo Muñoz, ex calciatore messicano (Monterrey, n. 1961)
- Guillermo Méndez, calciatore uruguaiano (Paysandú, n. 1994)

## O(3)
- Guillermo Oroño, calciatore uruguaiano (Montevideo, n. 2005)
- Guillermo Luis Ortiz, calciatore argentino (Rosario, n. 1992)
- Guillermo Ortíz, calciatore messicano (n. 1940 - † 2009)

## P(7)
- Guillermo Padula, calciatore uruguaiano (Colonia del Sacramento, n. 1997)
- Guillermo Páez, ex calciatore cileno (Santiago del Cile, n. 1945)
- Guillermo Paiva, calciatore paraguaiano (Presidente Franco, n. 1997)
- Guillermo Pereira, calciatore uruguaiano (Canelones, n. 2002)
- Guillermo Ariel Pereyra, ex calciatore argentino (Río Cuarto, n. 1980)
- Guillermo Pfund, calciatore argentino (Tornquist, n. 1989)
- Guillermo Pérez Moreno, calciatore spagnolo (Murcia, n. 1987)

## R(5)
- Guillermo Ragazzone, ex calciatore salvadoregno (San Salvador, n. 1956)
- Guillermo Ramírez, ex calciatore guatemalteco (Livingston, n. 1978)
- Guillermo Riveros, calciatore cileno (n. 1906 - † 1959)
- Guillermo Rodríguez, ex calciatore uruguaiano (Montevideo, n. 1984)
- Guille Rosas, calciatore spagnolo (Gijón, n. 2000)

## S(7)
- Guillermo Saavedra, calciatore cileno (Rancagua, n. 1903 - † 1957)
- Guillermo Salas, ex calciatore peruviano (Lima, n. 1974)
- Guillermo Sara, ex calciatore argentino (Santa Fe, n. 1987)
- Guillermo Sepúlveda, calciatore messicano (Guadalajara, n. 1934 - † 2021)
- Guillermo Sotelo, calciatore argentino (Reconquista, n. 1991)
- Guillermo Soto, calciatore cileno (Santiago del Cile, n. 1994)
- Guillermo Subiabre, calciatore cileno (Osorno, n. 1903 - † 1964)

## V(3)
- Guillermo Varela, calciatore uruguaiano (Montevideo, n. 1993)
- Guillermo Viscarra, calciatore boliviano (Santa Cruz de la Sierra, n. 1993)
- Guillermo Vallori, ex calciatore spagnolo (Palma di Maiorca, n. 1982)

## W(1)
- Guillermo Wagner, calciatore uruguaiano (Montevideo, n. 2002)

## Y(1)
- Guillermo Yávar, ex calciatore cileno (Santiago del Cile, n. 1943)